# Jhonatan Restrepo
Jhonatan Restrepo Valencia (Pácora, 28 november 1994) is een Colombiaans wielrenner.

## Carrière
In 2015 werd hij Pan-Amerikaans beloftenkampioen op de weg. Aan het eind van het seizoen liep hij stage bij Team Katjoesja.
In 2016 werd hij prof bij de ploeg waar hij stage liep. Zijn debuut maakte hij in de Ronde van Valencia, die dat jaar voor het eerst sinds 2008 weer op de kalender stond. In september nam hij deel aan zijn eerste Grote Ronde: de Ronde van Spanje. Zowel in de tweede als in de laatste was hij het dichtst bij een overwinning: beide keren eindigde hij als achtste in de massasprint.
In januari 2017 werd Restrepo tiende in het eindklassement van de Tour Down Under, wat hem wel de zege in het jongerenklassement opleverde. Later die maand werd hij vierde in de door Nikias Arndt gewonnen Cadel Evans Great Ocean Road Race.

## Baanwielrennen

### Palmares
| Jaar | CK                                                | P-AK                                              | Overig                                       |
| ---- | ------------------------------------------------- | ------------------------------------------------- | -------------------------------------------- |
| 2013 | Achtervolging · Ploegenachtervolging              | Ploegenachtervolging · Achtervolging              |                                              |
| 2014 | Achtervolging · Ploegenachtervolging · Ploegkoers | Ploegenachtervolging · Ploegkoers                 |                                              |
| 2015 |                                                   | Achtervolging · Ploegenachtervolging · Ploegkoers | Pan-Amerikaanse Spelen: Ploegenachtervolging |

## Wegwielrennen

### Overwinningen
2013
1e en 4e etappe Ronde van Colombia, Beloften
2015
6e etappe Ronde van Colombia, Beloften
 Pan-Amerikaans kampioen op de weg, Beloften
2017
Jongerenklassement Tour Down Under
2019
Bergklassement Ronde van Aragon
2020
3e en 5e etappe Ronde van Táchira
3e, 5e, 6e en 7e etappe (ITT) Ronde van Rwanda
2021
7e etappe (ITT) Ronde van Rwanda
Bergklassement Boucles de la Mayenne
2022
3e etappe Ronde van Rwanda
2023
Ronde van Reggio Calabria
2024
6e etappe Tour Colombia*
3e etappe Ronde van Rwanda
* als lid van het landenteam

### Resultaten in voornaamste wedstrijden
| Jaar | Ronde van Italië | Ronde van Frankrijk | Ronde van Spanje |
| ---- | ---------------- | ------------------- | ---------------- |
| 2016 |                  |                     | 128e             |
| 2017 |                  |                     |                  |
| 2018 |                  |                     | 105e             |
| 2019 |                  |                     |                  |
| 2020 | 103e             |                     |                  |
| 2021 |                  |                     |                  |
| 2022 |                  |                     |                  |

| Jaar | Milaan-San Remo | Ronde van Lombardije | Strade Bianche | Clásica San Sebastián |  | WK op de weg |  | Wereldranglijsten |
| ---- | --------------- | -------------------- | -------------- | --------------------- |  | ------------ |  | ----------------- |
| 2016 |                 |                      |                | opgave                |  |              |  |                   |
| 2017 |                 | opgave               |                |                       |  | opgave       |  | 115e (UWT)        |
| 2018 |                 | opgave               |                |                       |  |              |  | 237e (UWT)        |
| 2019 |                 |                      |                |                       |  |              |  |                   |
| 2020 | 127e            |                      |                |                       |  |              |  |                   |
| 2021 |                 |                      |                |                       |  |              |  |                   |
| 2022 | 59e             |                      | 65e            |                       |  |              |  |                   |

### Resultaten in kleinere rondes
| Jaar | Tour Down Under | Ronde van Catalonië | Ronde van het Baskenland | Critérium du Dauphiné | Ronde van Zwitserland | Ronde van Polen |
| ---- | --------------- | ------------------- | ------------------------ | --------------------- | --------------------- | --------------- |
| 2016 |                 |                     | 84e                      |                       | 52e                   | opgave          |
| 2017 | 10e             |                     | opgave                   |                       | 79e                   |                 |
| 2018 | 66e             | buiten tijd         |                          | opgave                |                       | 70e             |

## Ploegen
- 2015 –  Team Katjoesja (stagiair vanaf 1 augustus)
- 2016 –  Team Katjoesja
- 2017 –  Team Katjoesja Alpecin
- 2018 –  Team Katjoesja Alpecin
- 2019 –  Manzana Postobón Team
- 2020 –  Androni Giocattoli-Sidermec
- 2021 –  Androni Giocattoli-Sidermec
- 2022 –  Drone Hopper-Androni Giocattoli
- 2023 –  GW Shimano-Sidermec
- 2024 –  Polti-Kometa
- 2025 –  Orgullo Paisa

Belkov · Bystrøm · Caruso · Guarnieri · Haller · Isajtsjev · Koeznetsov · Kolobnev · Kotsjetkov · Kozontsjoek · Kristoff · Lagoetin · Losada · Machado · Moreno · Paolini · Porsev · Rodríguez · Selig · Silin · Smukulis ·  Špilak · Trofimov · Tsatevitsj · Tsjernetski · Vicioso · Vorganov · Vorobjov · Zakarin · Politt (stagiair) · Restrepo (stagiair)
Belkov · Bystrøm · Guarnieri · Haller · Isajtsjev · Koeznetsov · Kotsjetkov · Kozontsjoek · Kristoff · Lagoetin · Losada · Machado · Mamykin · Mørkøv · Politt · Porsev · Restrepo · Rodríguez · Silin · Špilak · Taaramäe · Tsatevitsj · Tsjernetski · Van den Broeck · Vicioso · Vorganov · Vorobjov · Zakarin · Maes (stagiair)
Belkov · Biermans · Bystrøm · Gonçalves · Haller · Hollenstein · Kišerlovski · Koeznetsov · Kotsjetkov · Kristoff  · Lammertink · Losada · Machado · Mamykin · Martin   · Mathis · Mørkøv · Planckaert · Politt · Restrepo · Špilak · Taaramäe · Vicioso · Würtz Schmidt · Zabel · Zakarin · Havik (stagiair)
Belkov · Biermans · Boswell · Cras · Dowsett · Fabbro · Gonçalves · Haas · Haller · Hollenstein · Kittel · Kišerlovski · Koeznetsov · Kotsjetkov · Lammertink · Machado · Martin · Mathis · Planckaert · Politt · Restrepo · Smit · Špilak · Würtz Schmidt · Zabel · Zakarin
Alba · Bais · Benedetti · Bisolti · Cepeda (tot 31/7) · Chirico · Grosu · Holther · Marchiori · Marengo · Merchan · Muñoz · Piccolo (vanaf 24/6 tot 31/7) · Ponomar · Ravanelli · Restrepo · Rojas · Sepúlveda · Tagliani · Tesfatsion · Umba · Vigo · Zardini · Zurita
D. Bais · M. Bais · De Cassan · Double · Fabbro · Fetter · Garosio · Gómez · Lonardi · Maestri · Á. Martín · D. Martín · Muñoz · Peñalver · Pietrobon · Piganzoli · Restrepo · Serrano · Sevilla · Tercero · Bagnara (stagiair) · Buttigieg (stagiair)  · Raccagni (stagiair)